# Demetrius din Falera

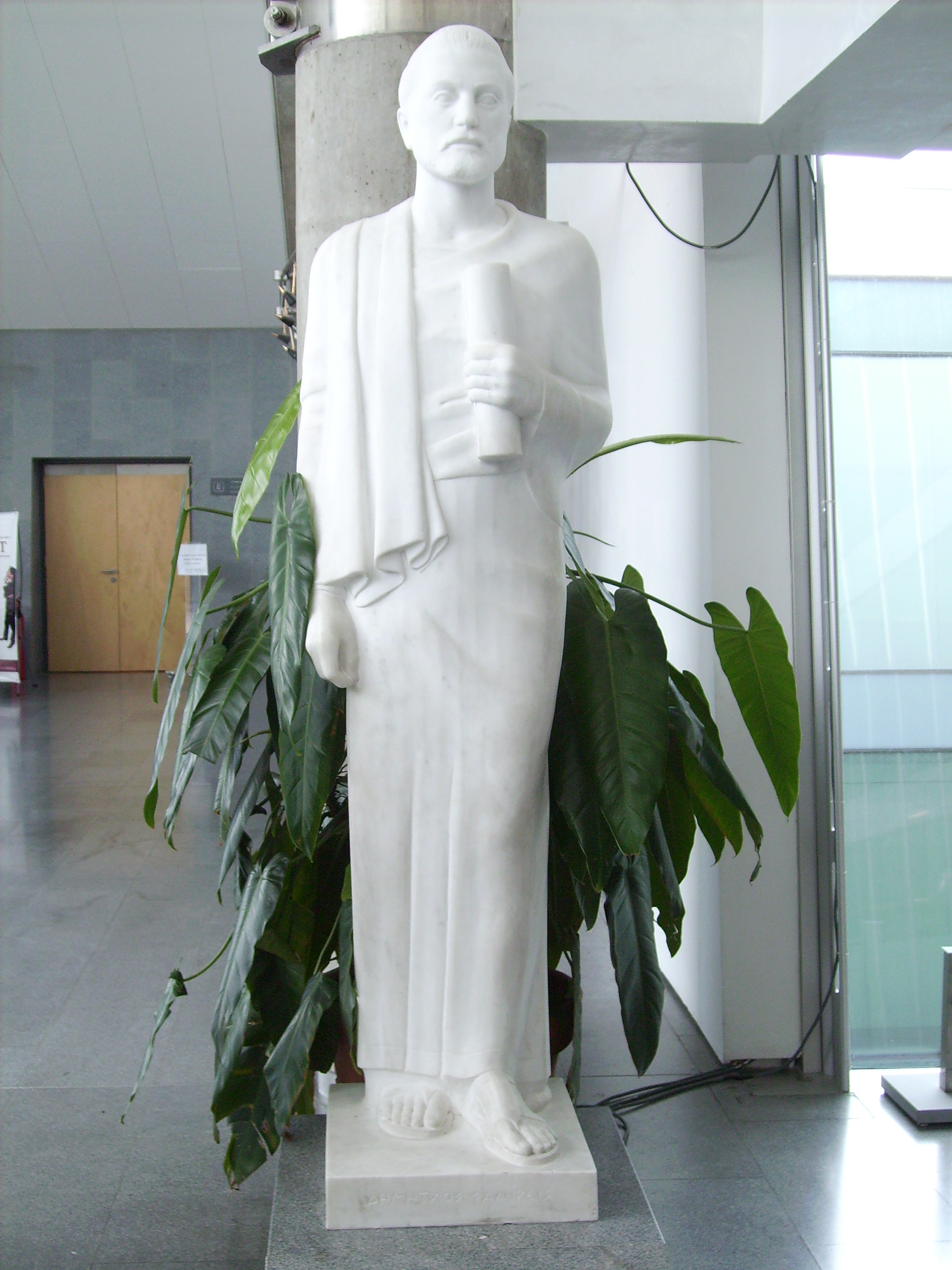
Statuia lui Dimitrie la intrarea bibliotecii din Alexandria

Demetrius din Falera (Demetrius Phalereus, greacă: Δημήτριος ὁ Φαληρεύς; c. 350 - c. 280 î.e.n.) a fost un orator atenian originar din Falera, un student al lui Teofrast (poate și al lui Aristotel) și unul dintre primii peripatetici. Demetrius a fost un om de stat distins, care a fost numit de regele macedonean Casandru să guverneze Atena, unde a domnit timp de zece ani, introducând unele reforme importante ale sistemului juridic, dar menținând în același timp stăpânirea oligarhică a lui Casandru. A fost exilat de inamicii săi în 307 î.Hr., ajungâbd mai întâi la Teba, iar apoi, după 297 î.Hr., la curtea Alexandriei. A scris pe larg subiecte de istorie, retorică și critică literară. Nu trebuie confundat cu nepotul său, numit și el Demetrius din Falea, care a servit probabil ca regent al Atenei între 262 și 255, în numele regelui macedonean Antigonos Gonatas.